# Girl’s Day Party 2
Girl's Day Party #2 – to drugi cyfrowy singiel Girl's Day. Został wydany 29 października 2010 roku, do promocji singla wykorzystano piosenkę „Nothing Lasts Forever”.

## Informacje o albumie
Jest to pierwsze wydawnictwo, w którym pojawiają się nowe członkinie Yura i Hyeri po tym, jak Jisun i Jiin odeszły z grupy we wrześniu 2010 roku. Zwiastun singla został wydany 25 października 2010 r. teledysk ukazał się 28 października, a sam singel 29 października. 5 listopada 2010 r. powróciły na scenę w programie Music Bank. Grupa została doceniona za ponadprzeciętny śpiew i występ. Zmianę członkiń również oceniono jako udaną.
| CD | CD                                                                 | CD                                         | CD                           | CD                           | CD      |
| Nr | Tytuł utworu                                                       | Tekst                                      | Kompozycja                   | Aranżacja                    | Długość |
| -- | ------------------------------------------------------------------ | ------------------------------------------ | ---------------------------- | ---------------------------- | ------- |
| 1. | „Jalhaejwo Bwaya (kor. 잘해줘봐야; Nothing Lasts Forever)”         | Kim Ji Hyang, Annet Artani, Ryan Jhun, C-2 | Annet Artani, Ryan Jhun, C-2 | C-2, Ryan Jhun, Annet Artani | 3:25    |
| 2. | „Jalhaejwo Bwaya (Inst.) (kor. 잘해줘봐야; Nothing Lasts Forever)” | –                                          | Annet Artani, Ryan Jhun, C-2 | C-2, Ryan Jhun, Annet Artani | 3:23    |